# 山本弘 (教育者)
山本 弘（やまもと ひろし、1917年 - 2005年2月1日）は、東京都出身、岐阜県で活躍した日本の小学校音楽教師、教育者。同志の中村好明、下通進平らと共に、ふしづくりの音楽教育の提唱者である。
1962年全国唱歌ラジオコンクール（現在のNHK全国学校音楽コンクール）課題曲、高等学校の部「若き神々の歌」旋律の作曲を担当した。
山本正弘（飛騨音楽教育研究会会長）の父にあたる。

## 経歴
大正6年（1917年）、東京都世田谷区に生まれる。静岡県、滋賀県を経て、大正12年（1923年）に岐阜県高山市に移住。
昭和12年（1937年）、岐阜県師範学校卒業。益田郡立下呂小学校、高山市立西小学校、高山市立大八中学校で音楽教師を務める。また、岐阜県教育委員会指導主事（在職5年）、吉城郡角川小学校長、岐阜県教育委員会高山教育事務所学校職員課長、高山市立東小学校長、高山市立中山中学校長を歴任。

### 教職時代
昭和37年（1962年）、全国指導主事会議で岐阜県の『音楽能力表』とそれに準じた『能力テスト（ソノノート）』を紹介する。昭和37年度全国唱歌ラジオコンクール課題曲、高等学校の部「若き神々の歌」旋律を作曲。
昭和46年（1971年）、『音楽教育の診断と体質改善 〜音楽能力表とふしづくりの一本道〜』（明治図書、絶版）を出版。本の中で「ふしづくり一本道」（当時は20段階の簡素なステップ）を紹介。昭和48年（1973年）、『音楽教育を子どものものに 〜子どもが音楽するふしづくりへの体質改善〜』（明治図書）を出版。
昭和52年（1977年）、文部大臣表彰を受ける。昭和53年（1978年）、退職。

### 退職後
昭和54年（1979年）、文部省教科調査官の大和淳二が古川町立古川小学校に来校し、対談。その際、「ふしづくり」の名称について「誤解を受けるのでやめた方がよい」と指摘を受ける。同時に、大和淳二は「『ふしづくり』は新教育課程の理念と合致している」と発言した。
昭和56年（1981年）、『誰にでもできる音楽の授業 〜ふしづくりの音楽教育紙上実技講習〜』（明治図書、絶版）を出版。本の中で、「ふしづくり一本道」が、現在一般的に紹介されている25段階、80ステップの形で紹介されている。
平成12年（2000年）、『授業』を自費出版。
平成14年（2002年）2月以来、2年間に渡って文部科学省の学習指導要領作成委員に、『小学校学習指導要領音楽編への意見具申』を7回に分けて送った。山本弘の主張の主眼は、「子どもの発達段階の音楽能力の臨界期の観点から、小学校3年生（9歳）までを、現行の小学校学習指導要領音楽編のように『表現』・『鑑賞』ではなく、「音楽能力を育てる」記述に変えて欲しい。」ということであった。
しかし、山本弘によれば、送付した作成委員からの返事は「なしのつぶて」であったとし、『指導要領作成協力委員からの返事がないので世論に訴える檄文』を作成し、音楽教育系大学の教授などに送付した。
尚、『小学校学習指導要領音楽編への意見具申』及び『指導要領作成協力委員からの返事がないので世論に訴える檄文』の全文は、山本弘のホームページ上に、全文が保存・掲載されている。山本弘のこの行動がTOSS代表の向山洋一との出会いのきっかけとなった。
平成16年（2004年）、財団法人音楽鑑賞教育振興会発行の「おんかん」誌2004年4月号において、山本弘の意見具申を黙殺した前任者と交代した高須一（文部科学省初等中等教育局教育課程教科調査官 当時）が、ふしづくりの音楽教育と山本弘の主張について批判・検討を展開した。また、TOSS機関紙『教室ツーウェイ』（2004年12月号・明治図書）において向山洋一が連載の中で「ふしづくり」を取り上げ検討をした。平成17年（2005年）2月1日、死去。

## 著書
- 山本弘編集『ふしづくりの音楽教育≪復刻版≫』第1巻 東京教育技術研究所、2008年
- 山本弘編集『ふしづくりの音楽教育≪復刻版≫』第2巻 東京教育技術研究所、2008年
- 山本弘著・関根朋子編集『“ふしづくり”で決まる音楽能力の基礎・基本』 明治図書、2005年
- 山本弘著『授業』 文芸社、2000年
- 山本弘著『誰にでもできる音楽の授業 〜ふしづくりの音楽教育紙上実技講習〜』 明治図書・絶版、1981年
- 山本弘著『音楽教育を子どものものに 〜子どもが音楽するふしづくりへの体質改善〜』 明治図書・絶版、1973年
- 山本弘著『音楽教育の診断と体質改善 〜音楽能力表とふしづくりの一本道〜』 明治図書・絶版、1971年